# Hrușkivți, Kalînivka
Hrușkivți (în ucraineană Грушківці) este un sat în comuna Baikivka din raionul Kalînivka, regiunea Vinnița, Ucraina.

## Demografie
Componența lingvistică a localității Hrușkivți
     Ucraineană (98,02%)
     Rusă (1,44%)
     Alte limbi (0,36%)
Conform recensământului din 2001, majoritatea populației localității Hrușkivți era vorbitoare de ucraineană (98,02%), existând în minoritate și vorbitori de rusă (1,44%).